# Driss Trichard
Driss Trichard, né le 27 mars 1995 à Aubervilliers, est un footballeur français, qui joue au poste d'arrière gauche au Girondins de Bordeaux.

## Biographie

### En club
Driss Trichard dispute avec le Toulouse Football Club son premier match en professionnel le 18 décembre 2013 en Coupe de la Ligue face à l'Olympique de Marseille (défaite 2-1), en remplaçant Pantxi Sirieix à la 85e minute. Le 8 mars 2014, il dispute son premier match de Ligue 1 face au Stade de Reims, en remplaçant Eden Ben Basat à cinq minutes du terme de la victoire 3 à 2.
Il passe ensuite par les équipes réserves du Nîmes Olympique et du Havre AC, sans toutefois disputer de matchs avec leurs équipes premières.
En 2017, il rejoint le SAS Épinal en National 2.
Ses performances remarquées lui permettent de rejoindre les Girondins de Bordeaux en 2018. Le 17 février 2019, il dispute son premier match avec l'équipe première des Girondins de Bordeaux face à son ancien club de Toulouse (victoire 2-1).
En 2019, il signe son premier contrat professionnel avec le Clermont Foot 63. Il dispute son premier match avec Clermont le 16 novembre 2019 en Coupe de France face à Bergerac. En 2021, il accède à la Ligue 1 pour la première fois de l'histoire du club auvergnat.
Le 17 août 2021, il paraphe un contrat de saisons en faveur l'USL Dunkerque en Ligue 2. Il fait ses débuts sous les couleurs dunkerquoises le 21 août 2021 contre le Nîmes Olympique.
Le 26 août 2024, il décide de revenir aux Girondins de Bordeaux alors relégué en National 2 à la suite de leur redressement judiciaire.

### En sélection
En 2013, il est sélectionné en équipe de France des moins de 19 ans. Il dispute son premier match face à l'Allemagne (défaite 3-4) le 13 novembre 2013, en remplaçant Georges-Kévin Nkoudou à la 58e minute de jeu. Lors de ce match, Trichard inscrit le but de la réduction du score à la 91e minute. Trois jours plus tard face au même adversaire (match nul 2-2), il est titularisé avant de céder sa place à Pierre Lavenant à la 61e minute.